# Borek (powiat iławski)
Borek – wieś w Polsce, położona w województwie warmińsko-mazurskim, w powiecie iławskim, w gminie Iława.
W latach 1975–1998 Borek należał administracyjnie do województwa olsztyńskiego.
Przed 2023 r. miejscowość była częścią wsi Franciszkowo.